# Heinrich Rosin
Heinrich Rosin (* 14. September 1855 in Breslau; † 31. März 1927 in Freiburg im Breisgau) war Staatsrechtler, Verwaltungsrechtler und Sozialrechtler.

## Leben
Der Vater, Isaak Rosin, war Kaufmann. Er starb im gleichen Jahr, in dem sein Sohn geboren wurde. Heinrich Rosin war Schüler des Maria-Magdalenen-Gymnasiums in Breslau. Als  Mitglied der dortigen literarischen Schüler-Vereinigung „Concordia“ lernte er den späteren Nationalökonomen Eberhard Gothein kennen, mit dem ihn eine lebenslange Freundschaft verband. Schon als 18-Jähriger erwarb er einen Preis als Student der juristischen Fakultät der Universität Breslau. Und mit noch nicht 20 Jahren war Rosin bereits Doktor der Rechte. 1880 habilitierte er sich an der Breslauer Universität.
Seine Lehrtätigkeit lenkte den jungen Dozenten auf das Verwaltungsrecht. Rosin wurde Mitbegründer der neuen Wissenschaft des Verwaltungsrechts. Mit seiner Schrift „Das Polizeiverordnungsrecht in Preußen“ errang er 1882 großes Ansehen. Auch die zweite Auflage dieses Werkes (1885) war schnell vergriffen. 1883 wurde Heinrich Rosin an die Universität von Freiburg im Breisgau berufen. 1884 heiratete er. Aus der Ehe entstammten  fünf Kinder. Sohn Paul Rosin brachte es im Bereich Wärmetechnik sowohl als Wissenschaftler wie als Unternehmer zu hohem Ansehen. Tochter Anne wurde in Jerusalem Professorin der Medizin.
Von 1888 bis 1908 gehörte Heinrich Rosin dem Oberrat der Israeliten Badens an. 1906 legte er  einen Gesetzentwurf für jüdische Gemeinden in Preußen vor, er gründete einen jüdischen Handwerker-Verein, und er war einer der ersten jüdischen Prorektoren an einer deutschen Universität.

## Leistung
1888 wurde Rosin ordentlicher Professor an der Albert-Ludwigs-Universität in Freiburg. Seine Lehrtätigkeit umfasste ein weites Gebiet: Neben der deutschen Rechtsgeschichte und dem deutschen Privatrecht lehrte er Allgemeine Staatslehre, Staatsrecht und Verwaltungsrecht. Später kam noch das Sozialversicherungsrecht dazu. Seine Seminare auf diesem Gebiet waren berühmt. Schwerpunkte seiner Arbeit wurden zunehmend das Öffentliche Recht und dann die Sozialversicherung. Vom System der Bismarck’schen Sozialversicherung war Rosin besonders angetan, weil es auf den Ausgleich von Gegensätzen ausgerichtet war. Rosin war es, der die neu geschaffene soziale Gesetzgebung durch sein großes Werk „Das Recht der Arbeiterversicherung“  (Bd. I 1892, Bd. II 1905) in eine präzise juristische Form gebracht hat.
An der Universität Freiburg hat Rosin über 40 Jahre gewirkt, auch als Rektor. Die über Generationen gewachsenen Rechtsvorschriften der Universität hat er vereinheitlicht und neu formuliert. Diesen Dienst dankt ihm die Universität noch heute. Genannt wurde das Werk: „Codex Rosinus“. Bei seiner Emeritierung im Jahre 1919 wurde Rosin von der staats-wissenschaftlichen Fakultät der Universität Freiburg zum Dr. rer. pol. honoris causa ernannt. Die Universität verdankte ihm auch ein „Seminar für Versicherungswissenschaft und Arbeitsrecht“. Zusammen mit Eberhard Gothein, dem Jugendfreund aus Breslau, der Professor in Heidelberg war, leitete er die „Südwestdeutsche Gesellschaft für staatswissenschaftliche Fortbildung“. Und bei den Gewerkschaften organisierte er „Volkstümliche Vortragskurse“.
1925 urteilte ein Festredner: Die Forschungsergebnisse Rosins werden in Schrifttum und Rechtsprechung geradezu selbstverständlich und ohne Namensnennung des Autors als geltendes Recht verwendet, wie man das Volkslied singt, ohne des Dichters zu gedenken.